# Aeròdrom d'Alfés
L'Aeròdrom d'Alfés fou un camp d'aviació situat gairebé en la seva totalitat dins del terme municipal d'Alfés, amb una petita part dins de les partides lleidatanes de La Cogullada a l'Est i Pedrós al Nord, al Segrià. S'utilitzava principalment per a l'aviació esportiva i privada així com a escola de vol.

## Ubicació
L'Aeròdrom d'Alfés s'ubicava a quatre kilòmetres al nord del municipi del mateix nom i a vuit al sud de Lleida. Es trobava a pocs metres de l'Autopista AP-II, però l'únic accés viari és el camí asfaltat (la Carrerada de l'Aeròdrom) que el connectava amb la carretera local L-702 (La Bordeta-Artesa de Lleida).

## Espai Natural
L'aeròdrom fou construït en una zona agrícola amb plantacions de cereals. Amb el temps i a causa que la presència de les instal·lacions impedia l'activitat agrícola, es generà de manera natural una timoneda que per les seues característiques biològiques és única a Catalunya, la Timoneda d'Alfés. Es creia que en aquest ecosistema es trobava l'única presència d'aloses becudes del país, tot i que des de 2006 es considera extinta. També s'hi poden trobar exemplars d'altres ocells estèpics com la trenca, l'esparver cendrós o el xoriguer comú. La Timoneda d'Alfés ha estat inclosa en diverses àrees de protecció natural com la del Pla d'Espais d'Interès Natural.

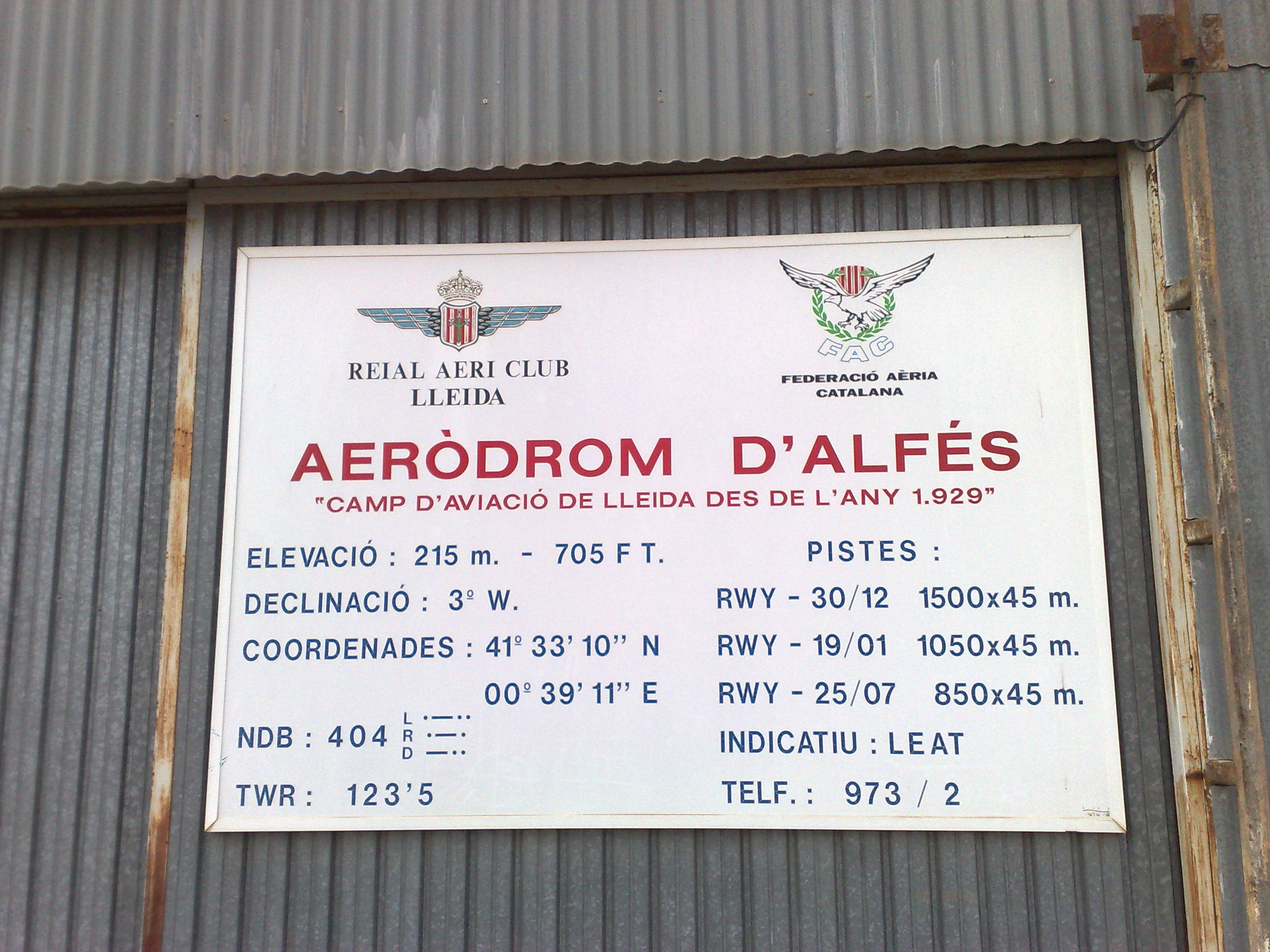
Dades principals

## Història
L'Aeròdrom d'Alfés fou inaugurat el 1929 després que el Reial Aeri Club de Lleida abandonés les seues instal·lacions del barri lleidatà dels Magraners. Fou utilitzat durant la Guerra Civil com a camp d'aterratge d'emergència. Durant les dècades posteriors el seu ús fou sempre esporàdic i limitat a l'aviació esportiva i de lleure. Durant la dictadura franquista s'estudià la seua reconversió en aeroport comercial, però els plans foren finalment descartats.
L'origen dels terrenys que ocupava eren uns camps de conreu, que l'any 1933 la Generalitat va expropiar als seus propietaris per a construir-hi un camp d'aviació amb finalitats militars, amb el compromís de retornar els terrenys als seus propietaris un cop finalitzat l'ús militar. A partir de l'any 1951, l'aeròdrom compartí usos militars i esportius amb el Reial Aeri Club de Lleida, posteriorment l'exèrcit de l'aire abandonà les instal·lacions i quedà el Reial Aeri Club de Lleida com a principal usuari.
L'any 1980, després de reiterades denúncies per part dels hereus dels antics propietaris, un jutge sentencià que calia retornar els terrenys als seus propietaris per a ús agrícola. Finalment, l'exèrcit de l'aire amb col·laboració amb el Reial Aeri Club de Lleida, comprà els terrenys i s'evità així la destrucció de la Timoneda d'Alfés. Posteriorment, la Generalitat compraria els terrenys esdevenint-ne propietària fins a l'actualitat.
La creació i el manteniment d'aquest espai natural es deu per tant al cessament de les activitats agrícoles des de l'any 1933 fins a l'actualitat per permetre l'ús aeronàutic, que inicialment es duien a terme en els terrenys que ocupa. Podem dir, per tant, que l'aeròdrom va crear indirectament l'espai natural i en va evitar la destrucció, i que després això li va suposar el final de la seua activitat.
Pocs anys després del seu restabliment, la Generalitat de Catalunya començà a plantejar-se la necessitat de construir un aeroport que servís a l'àrea de Lleida. L'asfaltatge i ampliació de les pistes i la reforma de l'Aeròdrom d'Alfés fou la principal opció considerada, però sempre rebé el rebuig de diverses organitzacions ornitològiques i ecologistes. El Ministeri de Defensa, propietari de l'aeròdrom, descartà l'execució d'aquestes obres.
L'any 2000, la Generalitat adquirí l'Aeròdrom al ministeri i el 2002 s'aprovà el Pla d'Aeroports de Catalunya, que preveia la transformació d'Alfés en l'aeroport regional de les Terres de Lleida. El pla no va poder ser executat perquè el nou govern tripartit rebutjà la construcció de l'aeroport a Alfés, essent Alguaire la localitat finalment escollida.
Inicialment s'afirmà que es clausuraria l'aeròdrom d'Alfés amb l'obertura del nou aeroport, però el vigent Pla d'aeroports, aeròdroms i heliports de Catalunya (2009-2015) en preveia el manteniment. No obstant això, el mateix Pla recomana la cerca d'un espai alternatiu per a construir un nou aeròdrom, al qual es podria redirigir l'activitat esportiva i de lleure d'Alfés, reservant aquest a l'ús dels bombers.

## Altres activitats i serveis
Paral·lelament a les activitats pròpies d'un aeròdrom, el Reial Aeri Club de Lleida oferia a Alfés una escola de pilots, un servei d'aerotaxi i un servei de vols de lleure. Així mateix, es disposava de 2 hangars amb servei de pupil·latge d'avionetes. Les instal·lacions disposaven de bar i de restaurant.

## Espai de Memòria Històrica i Guerra Civil espanyola
El camp d'aviació republicà d'Alfés esdevingué el 1936 pont entre els camps d'aviació de Barcelona i Sarinyena, on s'establia la base principal de l'aviació republicana al Front d'Aragó. Després de l'ocupació franquista l'abril de 1938, el camp d'aviació va estar inactiu fins al gener de 1939, quan va ser emprat per l'aviació legionària italiana.
Es conserven en bon estat diferents restes patrimonials: el polvorí, les trinxeres, els refugis antiaeris, els barracots i l'hangar, que es poden visitar a través d'un recorregut senyalitzat. A través d'aquest itinerari es pot descobrir com era un camp d'aviació de l'Exèrcit Popular de la República, i el que va representar en el desenvolupament de les accions militars a Catalunya i Aragó.

## La polèmica sobre l'alosa becuda

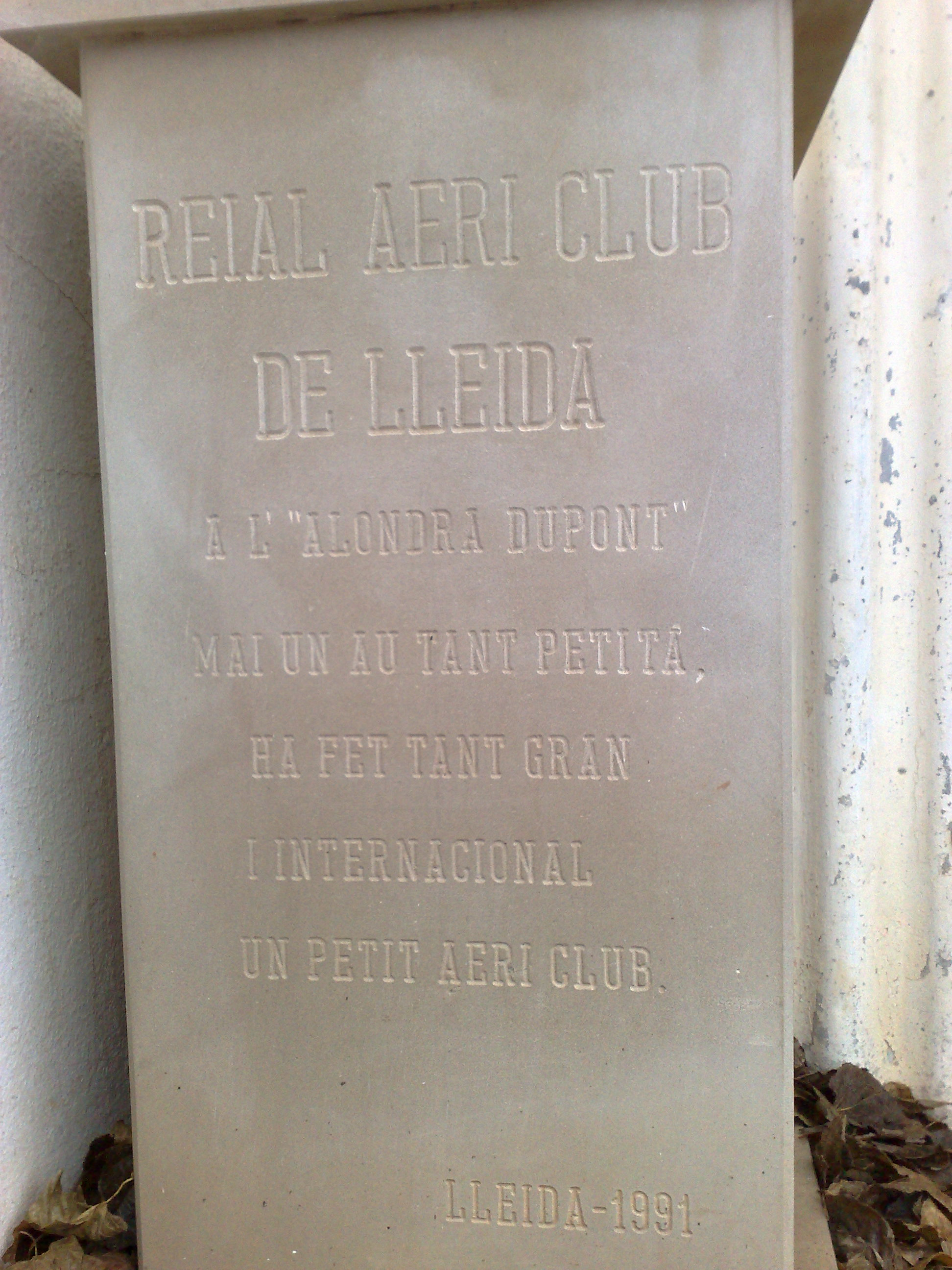
Monument de l'aeròdrom a l'alosa becuda

Existí un conflicte entre la Generalitat i els gestors i usuaris de l'aeròdrom, partidaris de mantenir i ampliar la instal·lació, amb l'entitat ecologista IPCENA, que havia demanat reiteradament el tancament de l'aeròdrom.
La principal controvèrsia fou amb l'alosa becuda. La presumpta presència d'aquesta au fou aprofitada per IPCENA per endegar una campanya mediàtica i judicial contra les instal·lacions, exigint-ne el tancament i evitant així que posteriorment Alfés esdevingués un aeroport. Es retardaren així els serveis aeroportuaris a l'oest del país per 20 anys, i una au suposadament present a la zona evitava així el desenvolupament del territori i provocava la pèrdua definitiva d'Alfés en benefici d'Alguaire. Agricultors i veïns del territori afirmaven no haver-ne vist mai a la vida cap exemplar i que l'aeròdrom portava més de 80 anys d'activitat sense que hi hagués hagut cap problema ecològic. El Reial Aeri Club de Lleida inaugurà el 1991 un irònic monòlit dedicat a l'absurda situació on s'hi podia llegir «A l'Alondra Dupont. Mai una au tant petita ha fet tan gran i internacional un petit Aeri Club».

## Mort de l'aeròdrom
L'abril de 2015, el Tribunal Suprem espanyol rebutjà el recurs de la Generalitat de Catalunya contra la sentència del Tribunal Superior de Justícia de Catalunya (TSJC) del setembre de 2014 que obligava a aturar l'activitat del Reial Aeri Club de Lleida a l'aeròdrom en considerar-la incompatible amb l'espai natural, tot plegat com a resultat un cop més dels esforços de l'entitat ecologista IPCENA que és qui va presentar el recurs atès que la timoneda que hi ha a l'entorn de l'aeròdrom forma part de la zona d'especial protecció per a les aus Secans de Mas de Melons-Alfés, bo i considerant incompatible la pràctica de l'aviació esportiva o l'enlairament de globus aerostàtics amb l'existència de l'espai natural de la timoneda.
Així, veïns d'Alfés, agricultors i ramaders de la zona es congregaren a les instal·lacions en resposta a una bicicletada organitzada per IPCENA el 7 de juny de 2015 denunciant que, al seu parer, IPCENA actuava per interessos polítics, assegurant que el gran dany a les aus el causava el veí abocador del Segrià. Durant l'acte l'alcalde d'Alfés, Hilari Guiu, lamentà que «venen de fora a dir-nos què hem de fer». La Generalitat per la seva banda demanà un ajornament a la sentència que permetés fer un abandonament més ordenat de les instal·lacions.
Tot plegat posà de manifest un cop més les posicions enfrontades sobre el tancament de l'aeròdrom: amb els agricultors, els ramaders, el Reial Aericlub i la Generalitat de Catalunya d'una banda a favor de mantenir les instal·lacions, i IPCENA i el moviment ecologista que en demanava l'immediat tancament de l'altra.
Els agricultors i ramaders lamentaven que se'ls hipotecava el futur en limitar-los llurs activitats a causa de la protecció de la Timoneda, i recordaven que portaven segles coexistint sense cap problema fins a la sobtada entrada en escena d'IPCENA, a qui acusaven de deixar el territori sense recursos ni oportunitats i a qui recordaven que els habitants i agricultors d'un terme són els principals interessats en llur futur i conservació. Amb tot, anunciaren que proposarien la declaració de persona non grata al portaveu d'aquesta organització, Joan Vázquez.
Els pilots de la Federació Aèria Catalana i l'associació de pilots i avions privats Aopa Spain, convocaren el 28 de juny de 2015 una mobilització a les instal·lacions en protesta pel tancament de l'aeròdrom, i aeronaus vingudes de tot Catalunya es concentraren en suport del Reial Aeri Club de Lleida. Els pilots convocats coincidiren a lamentar el tancament d'unes instal·lacions per motius que consideraven injustos i injustificats. Per la seva part, el Reial Aeri Club de Lleida es va veure expulsat de les instal·lacions que mantenia des de 1929 i hagué de buscar una nova ubicació dins l'Aeroport de Lleida-Alguaire.
El DOGC, amb data 31 de juliol de 2015 i en compliment de la sentència del TSJC, publicà la resolució del Departament de Territori i Sostenibilitat per la qual s'ordenava el tancament de l'aeròdrom i l'eliminació dels senyals de pista existents.
Així es posava fi a la vida d'unes instal·lacions amb 86 anys de servei, que passaren a la història per haver desaparegut a causa de la presència d'un ocell que des de 2005 ningú no havia vist i que es considerava extingit a causa de la pressió derivada de l'activitat humana. Es dona a més la paradoxa que la Timoneda d'Alfés causant del tancament de l'aeròdrom existeix gràcies precisament a la presència d'aquest, ja que va ser el Reial Aeri Club de Lleida qui evità el 1980 que els terrenys revertissin a usos agrícoles i, per tant, sense la seva presència i gestió l'espai natural no existiria i hauria tornat al seu estat anterior al 1933 com a camps de conreu. Així, l'espai creat gràcies als esforços i el manteniment de l'aeroclub lleidatà, sense els quals no existiria, li fou manllevat gràcies als molts esforços d'IPCENA, que anuncià que «exigim la reconversió de les actuals instal·lacions en un centre d'interpretació ambiental de les zones estèpiques dels secans de la plana de Lleida».